# Heinz von Foerster
Heinz von Foerster (Vienna, 13 novembre 1911 – Pescadero, 2 ottobre 2002) è stato un fisico e filosofo austriaco, pioniere nel campo della cibernetica e dell'intelligenza artificiale, che fornì importanti contributi nella biologia teorica, noto anche per le sue pubblicazioni in epistemologia e nel costruttivismo psicologico.

## Biografia
Ha lavorato nel campo della cibernetica (sua è la distinzione tra macchine banali e macchine non banali) ed è stato essenziale per lo sviluppo del costruttivismo radicale e della cosiddetta seconda cibernetica (che estende e complessifica la tradizionale prima cibernetica di Norbert Wiener e John von Neumann).
Noto anche per i suoi interessi nella computer music e nell'illusionismo. Sposato con Mai von Foerster.
Von Foerster studiò fisica presso la Technische Universität Wien (Politecnico di Vienna) e alla Università di Breslavia, influenzato dal Circolo di Vienna e da Ludwig Wittgenstein. Si trasferì negli Stati Uniti nel 1949 e lavorò presso l'Università dell'Illinois. Qui fondò il Biological Computer Lab, studiando le similarità tra i sistemi cibernetici in biologia ed elettronica. 
Il suo contributo fu di particolare rilievo anche nello sviluppo degli approcci del secondo cognitivismo, basato sui paradigmi della complessità e del costruttivismo.
Tra gli altri, lavorò assieme a John von Neumann, Norbert Wiener, William Ross Ashby, Humberto Maturana, Francisco Varela, Gregory Bateson, Margaret Mead ed Herbert Brün. Fu curatore dei cinque volumi della rivista Cybernetics (1949-1953), ed autore di oltre 100 pubblicazioni; tenne conferenze in tutto il mondo fino ad età avanzata.